# Maya Büchi-Kaiser
Maya Büchi-Kaiser (* 13. Februar 1963) ist eine Schweizer Politikerin (FDP). Sie war von 2014 bis 2022 Obwaldner Regierungsrätin.

## Politik
Büchi-Kaiser war von 2008 bis 2014 Mitglied des Obwaldner Kantonsrats. Dort war sie zuletzt drei Jahre Fraktionspräsidentin der FDP.
Am 9. März 2014 wurde sie bei den Gesamterneuerungswahl in den Regierungsrat des Kantons Obwalden gewählt. Mit 6'093 Stimmen erreichte sie das absolute Mehr von 5'866 Stimmen und hatte über 800 Stimmen mehr als ihr Konkurrent Albert Sigrist (SVP). Sie trat das Amt am 1. Juli 2014 an und ersetzte die nicht mehr zur Wahl angetretene Regierungsrätin Esther Gasser Pfulg. Maya Büchi-Kaiser leitete von Mitte 2014 bis Mitte 2016 das Sicherheits- und Justizdepartement und stellvertretend das Volkswirtschaftsdepartement. Am 1. Juli 2016 hat sie das Finanzdepartement übernommen und ist Stellvertreterin für das Bau- und Raumentwicklungsdepartement. Im Amtsjahr 2017/18 bekleidete sie das Amt der Frau Landammann, im Amtsjahr 2019/2020 war sie Frau Landstatthalter, verzichtete allerdings für das Amtsjahr 2020/21 auf das Landammannsamt. Bei der Gesamterneuerungswahl am 13. März 2022 verpasste Büchi-Kaiser die Wiederwahl mit 4'818 Stimmen.

## Leben
Büchi-Kaiser absolvierte eine Berufsausbildung als Kauffrau, hat den Fachausweis Haushaltleiterin und absolvierte eine Ausbildung Betriebswirtschafter HFK SIU. Sie ist Inhaberin und Geschäftsführerin einer Firma im Bereich Marketingsberatung, Unternehmensberatung, Verbandsmanagement und Projektorganisation.
Büchi-Kaiser ist verheiratet und hat zwei Töchter. Sie wohnt in Sachseln.